# Sanuki
Sanuki è una città giapponese della prefettura di Kagawa.